# Федосеевцы

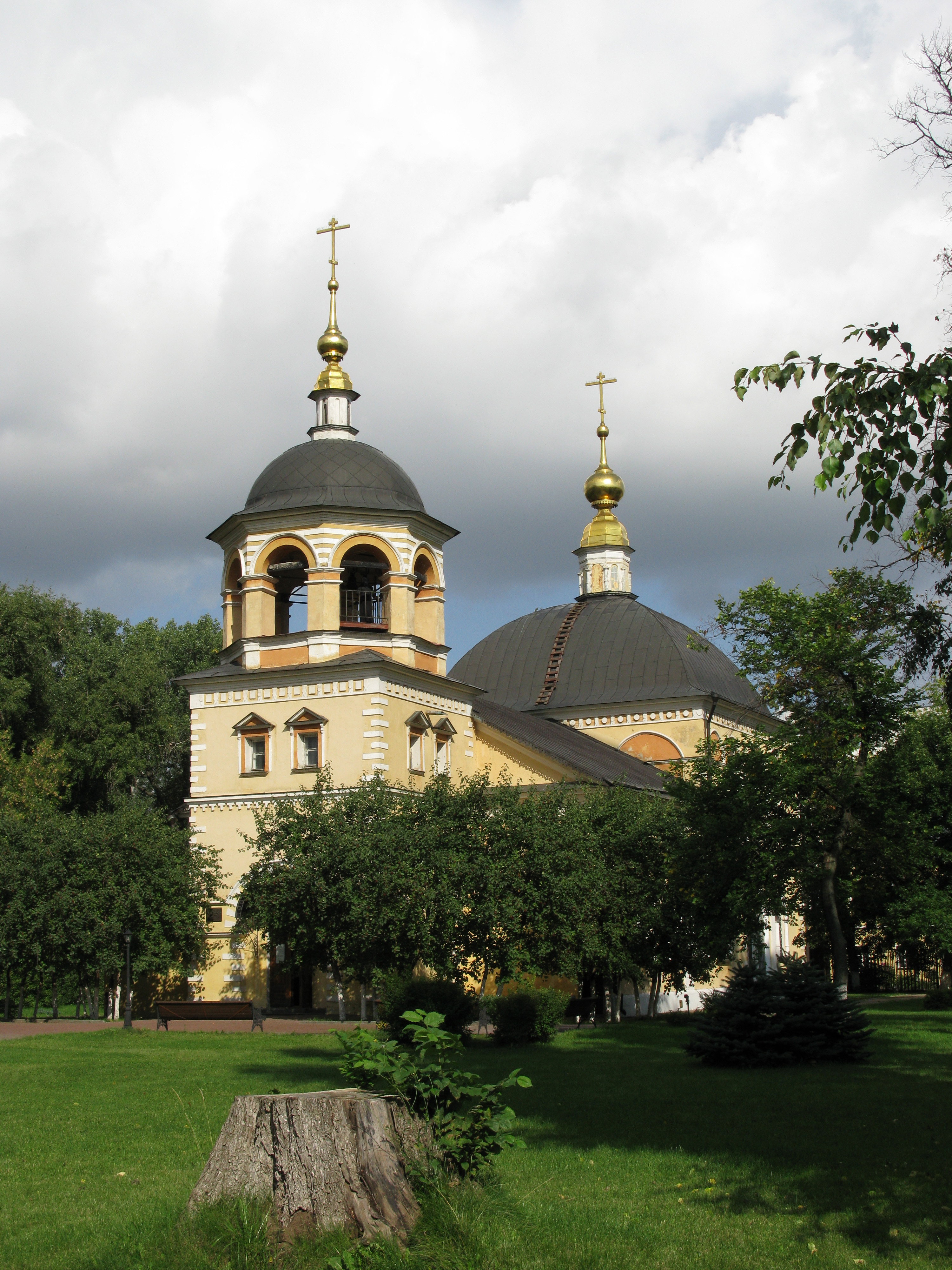
Церковь Воздвижения Креста Господня на Преображенском кладбище.

Федосеевцы (феодосиевцы, старопоморское федосеевское согласие) — беспоповское направление в русском старообрядчестве. 

## История
Иное название направления федосеевцев — старопоморцы.
Направление возникло в конце XVII — начале XVIII столетий на северо-западе европейской части России, среди старообрядцев-крестьян и посадских. Основателем первой общины федосеевцев был бывший дьякон деревни Крестецкий Ям, близ Новгорода, Феодосий Васильев (1661—1711) из рода бояр Урусовых. Федосеевское согласие оформилось в начале 90-х годов XVII в. На Новгородских Соборах было сформулировано учение о бытии Церкви во времена царствования духовного антихриста. Впоследствии учение федосеевцев восприняли поморцы. В течение XVIII века отношения близких по вероучению поморцев и федосеевцев имели переменный характер, от разрыва отношений (к примеру в 1706 и 1752 годах) до очередного примирения (в 1708, 1727), окончательное разделение происходит в начале XIX в., после соборного утверждения поморцами брачного чина.
С самого своего выделения федосеевцы отличались непримиримостью к государству и строгим аскетизмом. Они отрицали моление за царя на имя, а также сомнительный «безсвященнословный брак», так как считали, что наступило Царство антихриста и продолжение рода человеческого преступно:
«… 5-е, Брачное супружество совершенно отвергать законополагаем, потому что по грехом нашим в таковая времена достигохом, в ня же православнаго священства в конец по благочестию лишились. А посему и союзом брачным некому обязать, кроме как антихристовым попам, а безвенчанные браки имут запрещение от царя Алексея Комнина. Да и Апостол глаголет яко имущие жены яко неимущие будут».
Со второй половины XVIII столетия федосеевцы постепенно становятся самым многочисленным и влиятельным направлением в беспоповстве, выражавшим в первую очередь настроения и интересы выходцев из деревни, вовлечённых в новые, капиталистические отношения. Их центром с 1771 года становится Преображенская старообрядческая община в Москве, основателем и первым наставником которой был И. А. Ковылин (1731—1809), богатый торговец и промышленник, родом из крестьян. Руководители общины выкупали крестьян, принявших учение федосеевцев, также часто община принимала и укрывала беглых крепостных, особенно женщин. Большинство же членов общины работало на хлопчатобумажных мануфактурах в Лефортове и жило там же.
В первой половине XIX века руководство федосеевцев находится у крупных предпринимателей и промышленников — Е. Ф. Гучкова, Зиминых и других. Вероучение постепенно утрачивает свою радикальную религиозную направленность. Социальная дифференциация постепенно привела к выделению самостоятельных организаций — рижских и польских федосеевцев («новожёнов»), признававших брак, заключаемый простецом — и входивших в «согласие» аристовцев и кондратьевцев, требовавших соблюдения суровых аскетических норм. Часть федосеевцев, тяготившихся безбрачием, а также рижские федосеевцы-новожёны во второй половине XIX века переходят в поморские общины брачного согласия (см., например, Монинское согласие), а некоторые — в единоверие.
Во второй половине XIX столетия федосеевцы перестали играть руководящую роль в беспоповстве и постепенно превратились в достаточно замкнутую религиозную организацию. Некоторое оживление церковной жизни федосеевцев происходит после введения свобод в 1905 году, но оно было прервано Октябрьской революцией 1917 года.

## Особенности направления
Особенностями согласия являются:
- безбрачие (хотя на практике большинство федосеевцев состоят в браке);
- убеждение в наступлении царства антихриста;
- убеждение в совершенной испорченности российского государства;
- отрицание моления за царя[3][4][5].

## Современность
В настоящее время федосеевцы проживают в России (главным образом в её центральных областях). Миссионерской деятельности федосеевцы не ведут, но приветствуют возвращение в лоно Церкви потомков федосеевских родов. Большие зарегистрированные общины существуют в Москве (Преображенское кладбище) и Казани, численность прихожан — несколько сотен человек. Ещё несколько общин существуют в местах традиционного проживания старопоморцев, например, в Тонкинском районе Нижегородской области. Незарегистрированных общин, то есть самоорганизованных религиозных групп, гораздо больше, но, вероятно, их число не превышает 50.
Внутренние разногласия в нач. XX века привели к разделению единого Федосеевского согласия на несколько направлений, среди них наиболее известны:
Московские федосеевцы — с центром на Преображенском кладбище, наиболее либеральное течение, принимающие «новожен» на исповедь и позволяющие им участвовать в службе (читать и петь), при этом не совершая крестного знамения. Издают свой журнал-календарь тиражом 300—500 экз. В 2014 году создана централизованная Древлеправославная старопоморская церковь федосеевского согласия (ДСЦФС).
Казанские федосеевцы — с центром в Казани. Более консервативное течение, «новожён» на исповедь не принимают, право читать и петь в храме имеют только не состоящие в браке. Издают журнал-календарь тиражом 100—200 экз.
Филимоновцы — федосеевские группы, проживающие в Нижегородской и Кировской областей.
Необщинники — малочисленные группы (известна группа в Москве), не признают государственную регистрацию, обособились после указа о веротерпимости 1905 года.
Малые группы в д. Римши (Латвия) и д. Гусаровка (Белоруссия), находящиеся на консервативных позициях и полностью отделившиеся от остальных федосеевцев.
В России (в Москве) имеется также зарегистрированное объединение Централизованная религиозная организация «Российский Совет Древлеправославной Кафолической Церкви федосеевского старопоморского согласия» (РС ДКЦ).